# Escambray
L'Escambray, també anomenat Massís Guamuhaya, és un sistema muntanyós situat a la zona central de Cuba, a les províncies de Sancti Spíritus, Villa Clara i Cienfuegos. El seu punt més alt és el Pic Sant Juan de 1.140 metres. Als seus peus hi ha la ciutat de Trinidad. És el tercer sistema muntanyós en importància de l'illa de Cuba, després de la Sierra Maestra i el sistema muntanyós de Guaniguanico.

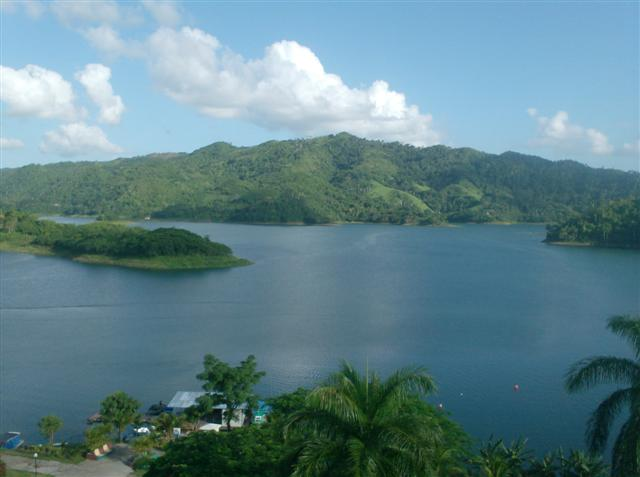
Llac d'Hanabanilla, a l'Escambray.

Aquesta serra es caracteritza per l'exuberant vegetació, les valls fondes, els grans sistemes de coves, els bells paisatges, els rius i les cascades d'aigües cristal·lines. Topes de Collantes és una reserva natural establerta a les serres del sud-est de les muntanyes de l'Escambray, que protegeix coves, rius, cascades i canons. La Vall de los Ingenios, que es troba a la base sud-est de les muntanyes, és Patrimoni de la Humanitat per la UNESCO.
A la Meseta Caballete de Casas es va instal·lar el Campament base del Che Guevara durant la Revolució Cubana. Avui en dia és un Monument Nacional que ha conservat les històriques instal·lacions, tot i que el seu accés no és gens fàcil perquè cal arribar-hi a peu per camins dificultosos.
El nom de Guamuhaya prové de la llengua dels indígenes que habitaven la zona abans que arribessin els europeus el 1492.